# Brigitte Entacher
Brigitte Entacher (* 21. November 1970 in Innsbruck) ist eine österreichische Fußballspielerin. Sie  war von 1990 bis 2000 Spielerin in der Österreichischen Fußballnationalmannschaft der Frauen. 1995 begann sie die Ausbildung als Fußballtrainerin und war bis 2017 als Trainerin in Regionalligen, Landesligen und der Bundesliga der Frauen tätig.

## Karriere

### Karriere als Spielerin
Schon als Kind interessierte sich Brigitte Entacher für Fußball, zum Vereinssport kam sie im Alter von 13 Jahren beim FC Mutters in einer Zeit, als Fußball spielende Mädchen noch eine Seltenheit waren. Mit 15 Jahren wechselte sie zum Frauenteam des Wacker Innsbruck, wo sie bis zu ihrem 32. Lebensjahr im zentralen Mittelfeld spielte. Der Verein wechselte in diesem Zeitraum mehrfach den Namen (FC Ladykick Rum, FC Tirol, Innsbrucker AC und erneut FC Wacker Tirol). 1990 wurde sie in das Nationalteam berufen, wo sie bis 2000 permanent im Einsatz war. Brigitte Entacher bestritt insgesamt 33 Länderspiele und erzielte vier Tore. Zum Zeitpunkt des Endes als aktive Spielerin im Nationalteam war sie die Tirolerin mit den meisten Einsätzen im Nationalteam. Während ihrer gesamten Karriere als aktive Spielerin war der Frauenfußball in Österreich ein Amateursport, zu Beginn in den 1980ern mussten die Spielerinnen die Fahrten zu ihren Spielen noch selbst finanzieren.

### Karriere als Trainerin
Brigitte Entacher begann 1995 ihre Ausbildung als Fußballtrainerin und war während ihrer aktiven Zeit als Bundesligaspielerin bereits als Trainerin tätig. 1995/96 absolvierte sie den Nachwuchsbetreuerlehrgang, es folgten 2001/02 der Trainerlehrgang des Landesverbandes, 2002/03 die UEFA-B-Lizenz und 2004/05 die UEFA-A-Lizenz. Sie war als Nachwuchsbetreuerin bzw. Co-Trainerin beim IAC, beim FC Ruggell (Liechtenstein) und bei BW Feldkirch tätig. Ab 2006 folgten Engagements als Trainerin in der österreichischen Bundesliga der Frauen:
- 2006–2009 USC Landhaus
- 2011–2013 beim ASV Spratzern. Unter der Leitung von Brigitte Entacher stieg der ASV Spratzern in die ÖFB Frauen Bundesliga auf. 2012 und 2013 erreichte der ASV Spratzern jeweils den zweiten Platz in der Bundesliga und 2013 gelang unter der Leitung von Brigitte Entacher der Sieg im ÖFB Ladies Cup.[4]
- 2016 beim SV Neulengbach. Zu diesem Zeitpunkt zählte Brigitte Entacher zu den „besten Trainerinnen im österreichischen Frauenfußball“.[5] Aus finanziellen Gründen trennte sich der SV Neulengbach, zu diesem Zeitpunkt Tabellenzweiter, bereits im Dezember 2016 einvernehmlich von Brigitte Entacher.[6]
- 2017 beim ASK Erlaa.[7]

2009 bis 2011 war Brigitte Entacher als Trainerin der U16-Auswahl der Mädchen in Wien tätig.